# احمد بای بن محمد شریف
احمد بای بن محمد شریف (عربی: أحمد بن محمد الشريف بن أحمد القلي)؛ (زاده ۱ ژانویه ۱۷۸۶ – درگذشته ۳۰ اوت ۱۸۵۰) فرزند محمد الشریف و از خانواده ابن قانه یکی از بزرگترین شیوخ عرب در منطقه الصحرای الجزایر بود.

## زندگی‌نامه
احمد بن محمد در قسنطینه متولد شد و در حالی که در سنین جوانی بود پدرش را از دست داد و به همراه مادرش از قسنطینه به منطقه الصحرا رفت و تحت سرپرستی عموهایش قرار گرفت. او قرآن را به‌طور کامل حفظ کرد و قوانین زبان عربی را فرا گرفت. او در سن ۱۲ سالگی به سفر حج رفت و به همین خاطر از همان موقع به حاج احمد ملقب شد.

## مناصب اداری
احمد بن محمد ریاست قبایل العواسی که در منطقه عین البیضاء و اطراف آن حضور داشتند را بعهده گرفت، منصبی که بجز کسانی که مورد اعتماد مردم بودند تعلق نمی‌گرفت. او همچنین مسئولیت نظارت به بخشی از نیروهای نظامی شامل ۳۰۰ نفر را در منطقه شرقی قسنطینه بعهده داشت. او در سفری به مصر با محمد علی حاکم وقت مصر دیدار و از پیروزی‌های او پشتیبانی کرد.
با بروز اختلاف بین احمد بن محمد و البای ابراهیم حاکم منطقه شرق الجزایر در سال ۱۸۲۱، او از منصبش عزل شد و در ترس از ترور به منطقه دیگری رفت. در جریان زلزله‌ای که در ۲ مارس ۱۸۲۵ پایتخت را ویران کرد، حاج احمد نقش مهمی در عملیات نجات ایفا کرد و این باعث شد که الدای حسین حاکم وقت او را به عنوان حاکم قسنطینه منصوب کند. او در دوران حکومتش بر این منطقه توانست قبائل بزرگ را با هم متحد و نبردهای مختلفی را علیه استعمار فرانسه پیش ببرد. او دارای یک استراتژی دقیق برای پیشبرد مقاومت علیه فرانسویان بود. سرانجام بدنبال شکست‌هایی که از طرف فرانسه بر مقاومت تحمیل شد، حاج احمد به دلیل کهولت سن و عدم توان جسمی برای اداره نبردها، خودش را در۵ ژوئن ۱۸۴۸ به نیروهای اشغالگر تسلیم کرد و به اقامت اجباری در پایتخت محکوم شد.

## درگذشت
بر اساس نقل قول‌هایی که شده، سرانجام احمد بای در سال ۱۸۵۰ در حالی که تحت اقامت اجباری به‌سر می‌برد به وسیلهٔ سم به قتل رسید و در سیدی عبد الرحمان الثعالبی در پایتخت الجزایر به خاک سپرده شد.